# Fortaleza de São Filipe do Pelourinho
A Fortaleza de São Filipe do Pelourinho, também referido como Forte Novo da Praça ou simplesmente Forte de São Filipe, localizava-se em frente ao mar, entre a ribeira de Santa Luzia e a ribeira de João Gomes, no centro histórico da cidade do Funchal, na Região Autónoma da Madeira.
Foi erguida para complemento da Fortaleza de São Lourenço e reforço das defesas do porto do Funchal.

## História

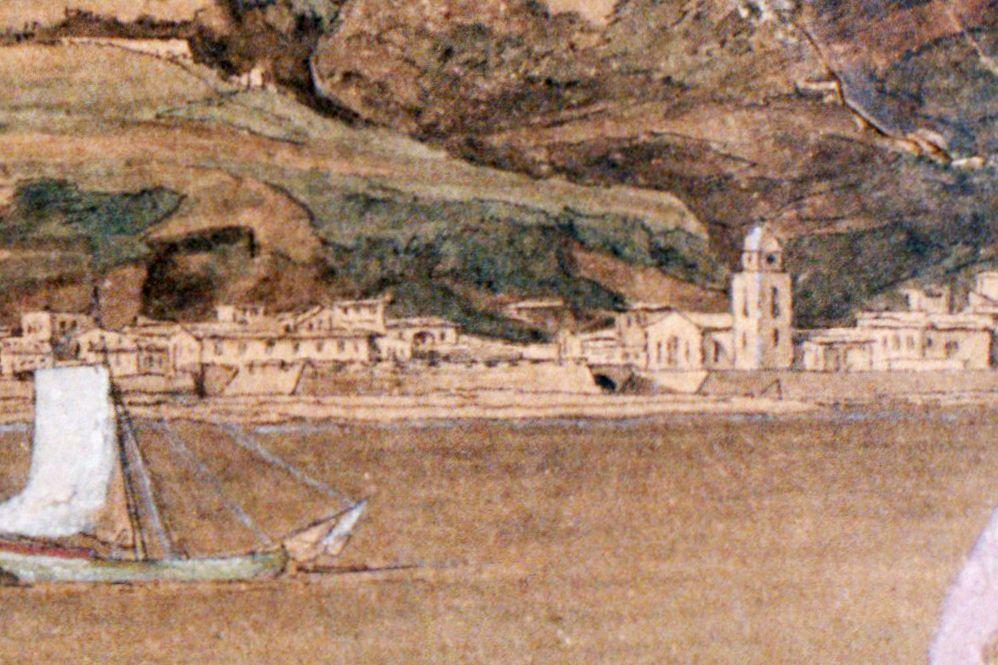

As primeiras notícias que envolvem a sua construção referem a tomada de casas para a construção de uma "fortaleza" já em 1574, junto à ponte de Nossa Senhora do Calhau (ainda existente embora de maiores dimensões). Entretanto, alguns anos depois ainda não havia certeza de se efetivar a construção, dado que um certo António Álvares, apelidado de "o Nordeste", mandou lavrar testamento em 11 de Junho de 1578 legando a sua esposa umas casas em que viviam, observando "…que se se desmancharem por causa da fortaleza, o Provedor, com o dinheiro delas, comprará outra propriedade."
As obras da nova fortaleza estavam concluídas e a mesma artilhada em Outubro de 1581, conforme explicação do capitão Luís Melo a D. Francisco de Alava em Lisboa, onde são fornecidos desenhos da mesma. No Verão desse ano, Filipe II de Espanha determinou ao conde de Lançarote, nas Canárias, que avançasse com cerca de duzentos milicianos, reforçados por artilheiros tudescos de Sevilha, para fazerem face à ameaça representada pelas armadas de António I de Portugal baseadas no vizinho arquipélago dos Açores e por entretanto haverem falecido de peste em Almeirim, o capitão do Funchal e seu herdeiro.
Essas tropas foram aquarteladas na Fortaleza de São Lourenço e na Fortaleza Nova da Praça, passando esta última a ser comandada pelo capitão Juan de Léon Cabrera, da ilha de Maiorca.
Após a Restauração da Independência, a Fortaleza Nova da Praça, como foi designada até aos finais do século XVII, foi sempre guarnecida por forças insulares da Madeira, e era diante do seu Portão de Armas que se estabeleciam as vigias e as rondas do Funchal, daqui partindo para Santiago e para os Ilhéus, pontos extremos de observação.
Em 1754 era seu Condestável o capitão Roque João Acciaioly.
No último quartel do século XIX, perdida a sua função militar, foi vendida pelo Ministério da Guerra, tendo dado lugar a um grande armazém.

## Características
De planta retangular, possuía uma bateria aberta pelo lado do mar, e entestava pelo lado de terra com o largo do Pelourinho. Primitivamente, antes da guarnição espanhola, possuía quartel para de 15 a 20 homens. De seu Portão de Armas acedia-se ao terrapleno por um túnel.
Unia-se por um pano de muralha à Fortaleza de São Lourenço, pano esse do qual quase nada chegou aos nossos dias.